# موش مغان
موش مُغان یا وُل اجتماعی (‎Microtus socialis)‏ جونده کوچکی است به رنگ قهوه‌ای و دم کوتاه که کاملاً از مو پوشیده شده است.
این جونده بومی ایران، چین، سوریه، ترکیه، قزاقستان و اوکراین است و بیشتر در زمین‌های سبز و چراگاه‌ها و کشتزارها زندگی می‌کند.